# 순애보 (2000년 영화)
"순애보"는 2000년에 개봉한 한일 합작 영화이다.

## 캐스팅
- 이정재 : 우인 역
- 타치바나 미사토 : 아야 역
- 김민희 : 미아 역
- 오오스기 렌 : 아야 아버지 역
- 요 키미코 : 아야 어머니 역
- 김동균 : 종완 역
- 김상미 : 국정 역
- 이시이 수구루 : 유스케 역
- 아와타 우라라 : 리에 역
- 마츠오 마사토시 : 다카시 역
- 단칸 : 카메라맨 역
- 야나기 유레이 : 젊은 카메라맨 역
- 이영진 : 오토바이 소녀 역
- 기주봉 : 우인의 매형 역
- 하승리 : 우인의 조카 역
- 장유정 : 우인의 임신한 동료 역
- 히다카 마유미 : 유카 역
- 김영준 : 벨 보이 역
- 김구미자
- 진미령 (특별출연)